# نازعة هيدروجين السكسينات
نازعة هيدروجين السكسينات هو أنزيم يوجد في الخلية الحية ويساعد في سلسلة التنفس ؛ يسمى أيضا «معقد II» في سلسلة التنفس. يوجد في خلايا الكثير من البكتيريا وفي الغشاء الداخلي في المتقدرات في حقيقيات النوى.
نازعة هيدروجين السكسينات هو الإنزيم الوحيد الذي يشترك في العمليتين : دورة حمض الستريك وفي سلسلة نقل الإلكترونات في المتقدرات.
بينت التحليلات أن حدوث معدل كبير لانتزاع هيدروجين السكسينات في العضلات يدل على احتواء العضلات لعدد كبير من المتقدرات، وكذلك قدرة عالية على الأكسدة.

في الخطوة 6 في دورة حمض الستريك تقوم نازعة هيدروجين السكسينات SQR بتخفيز أكسدة السكسينات إلى فومارات مع اختزال للأوبيكينون إلى أوبيكينول . وهذا يحدث في الغشاء الداخلي للمتقدرات عن طريق ترابط التفاعلين بعضهما البعض.

## اقرأ أيضا
- سكسينات